# The Hope Chest
The Hope Chest er en amerikansk stumfilm fra 1918 af Elmer Clifton.

## Medvirkende
- Dorothy Gish som Sheila Moore
- George Fawcett som Lew Moore
- Richard Barthelmess som Tom Ballantyne
- Sam De Grasse
- Kate Toncray som Mrs. Ballantyne